# Ghost Train to the Eastern Star
Trem Fantasma para a Estrela do Oriente (Brasil); Comboio-Fantasma para o Oriente (Portugal) (em inglês: Ghost Train to the Eastern Star) é um livro de viagem de 2008 do escritor norte-americano Paul Theroux. Neste livro, ele reconstitui grande parte da viagem descrita em O Grande Bazar Ferroviário. Ele parte de Londres, atravessa a Europa no Expresso do Oriente e, em seguida, percorre a Turquia, Geórgia, Azerbaijão, Turcomenistão, Uzbequistão, Índia, Sri Lanka, Mianmá (antiga Birmânia), Tailândia, Laos, Malásia, Singapura, Camboja, Vietnã, China e Japão antes de fazer seu percurso de volta na Ferrovia Transiberiana. Ele percebe que não apenas os países, mas ele mesmo também mudou em relação à sua primeira viagem. Theroux tinha 33 anos na época do primeiro livro, enquanto faz a segunda viagem aos 66 anos, o dobro da idade. Em seu trajeto Theroux encontra beleza e bondade, mas também vários países preocupantes e problemáticos, assolados pela pobreza, superpopulação, ditadores, controle governamental e opressão. Esse livro tem um conceito semelhante a O Safári da Estrela Negra, seu relato da volta para ver como a África havia mudado, no longo intervalo desde quando viveu e trabalhou lá como um dos primeiros membros do Peace Corps. A viagem de Theroux coincide com o início da invasão americana do Iraque. Um livro anterior, The Happy Isles of Oceania, coincidiu com a primeira Guerra do Golfo. Theroux inclui em sua obra seus diálogos com as pessoas e as reações delas a essas e outras guerras. Segundo Sara Wheeler, "Theroux refere-se à viagem como uma 'jornada sentimental' e compartilha o deleite de Sterne com os tristes absurdos da vida".

## Encontros com Figuras Literárias
No decorrer de sua viagem, Theroux marca encontros com várias figuras notáveis da cena literária. Em Istambul, Turquia, Theroux encontra o escritor vencedor do Prêmio Nobel de Literatura Orhan Pamuk. Ele também se encontra brevemente com Elif Şafak. No Sri Lanka, o escritor de ficção científica Arthur C. Clarke, já bem idoso, concorda em receber a visita do autor. Haruki Murakami, o escritor mais lido do Japão, passa vários dias com Theroux, guiando-o por várias cidades e marcos japoneses. Antes de deixar o Japão rumo à Rússia, Theroux explora a área ao redor da cidade de Nara com o ensaísta e romancista britânico de origem indiana Pico Iyer.

## Países Percorridos
França
“A razão para Paris possuir características de palco iluminado é o fato de a cidade ter sido refeita a partir de uma perspectiva teatral, por volta de 1857, por Georges Haussmann [...]”
Áustria
“Viena foi para mim apenas a estação e a plataforma em que Freud diagnosticou sua própria Reisefiber – a ansiedade ao viajar de trem [...]”
Hungria
“Nada me parecia mais revoltante que outra cidade imperial aviltada por décadas de estilo soviético. [...] Pareço muito crítico, mas gostei de Budapeste pelo ar de cidade anacrônica, perdida no tempo, deixada para trás.”
Romênia
“O fedor e a desordem do Terceiro Mundo eram muito presentes em Bucareste. Os subúrbios pareciam deteriorados, as fazendas primitivas e enlameadas. A Romênia era mais um país de onde as pessoas fugiam, rumando sempre para o oeste.”
Bulgária
““Um búlgaro educado e um imbecil examinaram meu passaporte; quando deixaram minha cabina, um senhor idoso e três meninos de rosto sujo surgiram de repente, batendo na janela, pedindo dinheiro com gestos, levando a mão à boca.”
Turquia
“Dizer que a cidade (Istambul) é linda chega a ser frívolo de tão óbvio, mas a vista das mesquitas e igrejas faz o coração disparar.” “Muito tempo atrás a Turquia parecia um país distante e exótico de homens carrancudos e mulheres enigmáticas, com telefones precários e estradas estreitas, dotado de uma cultura dramática, conflituosa. Agora tinha de tudo, fazia parte do mundo visível [...]”
Geórgia
“[...] era um país descuidado e conflituoso, de pessoas narcisistas em relação às suas diferenças.”
Azerbaijão
Baku situava-se numa baía grande do mar Cáspio, na ponta de uma península em forma de nariz aquilino, e na crença de muitos habitantes marcava o limite entre a Europa e a Ásia.”
Turcomenistão
“O Turcomenistão, o “tão” seguinte, era uma ditadura chefiada por um louco chamado Saparmyrat Niyazov, que adotou o título de Turkmenbashi, ‘líder de todos os turcomenos’.”
Uzbequistão
“A diferença entre o Turcomenistão e o Uzbequistão é que Niyazov manda os oponentes para a cadeia, e Karimov os mata [...]”
Índia
“Bem-vindo à Índia e à comprovação de que, como Borges escreveu certa vez, ‘a Índia é maior do que o mundo’.” “Num mundo em constante mudança, a Índia é excepcional. Todos comentam o grande salto indiano, a modernidade indiana, os milionários indianos. [...] Contudo, o país continuava existindo a seu modo desengonçado, com os defeitos e as precariedades à mostra, e o que parecia ser caos na Índia era na verdade um tipo de ordem, como o movimento furioso dos átomos.”
Sri Lanka
“Os cingaleses, plácidos e desprovidos de pressa, fizeram com que eu me lembrasse do quanto os indianos eram agitados e loquazes [...]”
“Era fácil de ver por que o Sri Lanka conquistava nosso coração [...] Era especialmente agradável estar num lugar que não mudava quase nada.”
Mianmar
“A cidade decadente e negligenciada parecia surreal, pois o local vivia isolado por causa da ditadura militar que governava Mianmar, sofrendo com o desamparo e a tirania.”
Tailândia
“[...] as garotas de programa não pareciam meretrizes. Qualquer uma delas poderia passar por vendedora na Pragon ou caixa na loja de departamentos Robinsons, e falavam bem o inglês.” “Mas no norte da Tailândia ponderei a possibilidade de simplesmente abandonar o mundo e de me acomodar naquela versão do éden [...]”
Laos
“Vientiane ainda se considerava uma capital, embora não passasse de uma cidadezinha poeirenta na margem do rio, com tempo quente e povo amigável, além de um governo com intenções obscuras.”
Malásia
“Ao me afastar de Kuala Lumpur, pude ver a cidade como uma miragem suspensa na altura da copa das árvores, um capricho de torres pontudas – selva e palmeiras no fundo, arranha-céus espectrais apontando na névoa, prateados em meio ao verde, numa linha do horizonte de fantasia. O cenário servia para lembrar que a Malásia era um país produtor de petróleo [...]”
Singapura
"A pequena e reluzente Singapura estava irreconhecível, era a cidade mais alterada que já vi na vida, um lugar transformado em algo inteiramente novo [...] Era agora uma ilha completamente urbanizada, com 700 quilômetros quadrados, mais ou menos [...]”
Camboja
“As vibrações negativas que senti não eram imaginárias, e sim efeito dos campos maltratados e casebres destruídos. Acima de tudo, resultavam da fisionomia das pessoas, de um distinto transtorno em suas feições.”
Vietnã
“Saigon, revitalizada, agitada, enérgica sem ser bela, era uma cidade movida pelo trabalho, dinheiro e pela juventude, um lugar de oportunidades [...]” “Quando o trem se aproximou de Hanói, pouca luz do dia restava no céu [...] Entendi então que chegara a uma espécie de Paris asiática, um lugar maravilhoso.”
China
“A China existe na presente forma porque os chineses querem dinheiro. Antigamente os Estados Unidos eram assim. Talvez isso explique minha vontade de ir embora.”
Japão
“Mesmo no passado distante o Japão me parecia estar no futuro [...] O preço a pagar pelo sucesso no futuro era a perda do espaço e da privacidade. As soluções japonesas destacavam-se pelo minimalismo: ruas boas, mas estreitas; quartos projetados para anões, metrôs lotados, restaurantes minúsculos, uma paisagem inteira miniaturizada e pavimentada.”
Rússia
“Estar no Transiberiano assemelha-se a viajar de navio, mas não um navio antigo qualquer, nem um transatlântico moderno, e sim um velho cargueiro enfrentando um mar gelado com dificuldade, com direito a marinheiros rabugentos, comida ruim e um capitão invisível.”
Bielorrússia
Polônia
Alemanha
“Desci em Berlim. Agora era uma cidade inteira e reconstruída. O muro havia caído, os fragmentos restantes foram transformados em monumentos esquisitos.”